# SIG SAUER P230
SIG SAUER P230は、スイスのSIG SAUER（シグ・ザウエル）社が製造している自動拳銃である。

## 概要
P230は、警察用拳銃として1977年に開発された。西ドイツ各州警察では第二次世界大戦後、当時の9x19mmパラベラム弾を使用する拳銃が携帯性に優れていなかったために採用せず、主に.32ACP弾仕様のワルサーPPやワルサーPPKを採用していたが、1970年代に活発化したドイツ赤軍などの極左組織に対抗するためにより強力な新型拳銃を求めており、新型拳銃のトライアルにP230も候補の1つとして提出された。
結果的に西ドイツ各州の警察は9mmパラベラム弾の使用に踏み切り、P230は選定から外れている。このトライアルではSIG SAUER P225（P6）、ワルサーP5、H&K P7が選定され、各州の判断で選択する事になった。
ハンマー露出型のコンベンショナル・ダブルアクション式拳銃で、比較的低威力の弾薬を使用することからストレートブローバックで動作する。厚みを薄くするため弾倉はシングルカラム式を採用し、全体的に突起の少ないデザインとなっている。原型のP230では、即応性を重視してマニュアルセーフティーは装備せず、デコッキングレバーのみがフレーム左側面に配置されている。

## バリエーション

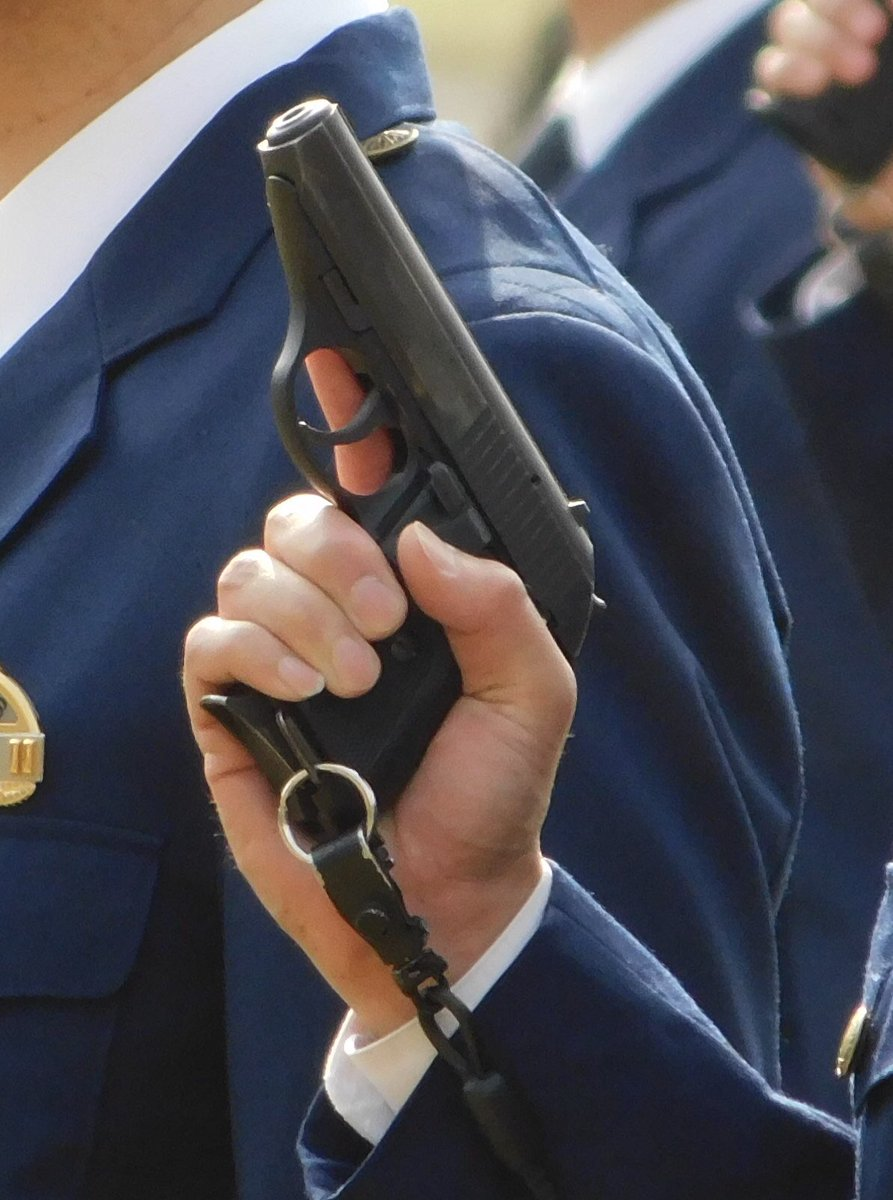
奈良県警察のP230

P230JP
日本の警察が正式採用している。.380ACP弾ではなく、.32ACP弾仕様であり、装弾数は8+1発。
引き金と遊底(スライド)をロックするマニュアルセーフティーや、紛失盗難防止用のランヤードを装着するためのランヤードリングが追加されている。このマニュアルセーフティーは撃鉄が下りた状態(ハーフコックを含む)でのみ作動し、再び手動でセーフティーを戻す以外に、撃鉄を起こすことによっても解除される。
自衛隊の9mm拳銃のようなライセンス生産ではなく、SIG社が製造し、日本に輸出している。
基本は警視庁警備部警護課、皇宮警察、機動捜査隊、銃器対策部隊に支給（貸与）されているようだが、制服警官や私服警官の一部にも支給されている。公式発表における日本での採用年度は1995年頃とされている。
トイガン
KSC社より、同社のP230にランヤードリングとセーフティーレバーを付けたモデルP230JPガスブローバック式エアソフトガンが販売されている。
P232
1996年に更新された最新モデル。
リアサイトの形状が変更され、スライドのセレーションの目が粗くなり、グリップも変更された。また、撃針にオートセーフティーを備えている。P232にもステンレス製のSLが存在する。